# Kate Crawford (Triathletin)
Kate Crawford (* 4. August 1977 als Kate Bevilaqua) ist eine Triathletin aus Australien und mehrfache Ironman-Siegerin (2010, 2011, 2013).

## Werdegang
Kate Crawford ist seit 2006 als Triathlon-Profi aktiv und sie startet vorwiegend bei Bewerben über die Lang- oder Ironman-Distanz (3,8 km Schwimmen, 180 km Radfahren und 42,2 km Laufen). Ihr Spitzname ist Beva.

### Siegerin Ironman 2010
Im Dezember 2010 holte sie sich beim Ironman Western Australia ihren ersten Sieg auf der Langdistanz.
Im Mai 2014 gewann sie in Australien auf der halben Ironman-Distanz (1,9 km Schwimmen, 90 km Radfahren und 21,1 km Laufen) beim Ironman 70.3 Busselton. In Indonesien gewann sie im August 2016 den Ironman 70.3 Bintan.

### Siegerin Ultraman 2016
Im November 2016 gewann die damals 39-Jährige bei ihrem ersten Ultraman-Start den Ultraman Hawaii (10 km Schwimmen, 421 km Radfahren und 84 km Laufen).
Im Dezember 2021 wurde die 44-Jährige Dritte im Ironman Western Australia.
Seit Mai 2017 ist sie mit dem Triathleten Guy Crawford (* 1979) verheiratet und sie sind als Trainer aktiv.
Die beiden leben in Perth.

## Auszeichnungen
- Service to Sport Award 2023/24

## Sportliche Erfolge
| Datum/Jahr    | Rang | Wettbewerb                                           | Austragungsort       | Zeit     | Bemerkung                                                            |
| ------------- | ---- | ---------------------------------------------------- | -------------------- | -------- | -------------------------------------------------------------------- |
| 4. Mai 2019   | 4    | AUS Middle Distance Triathlon National Championships | Busselton            | 04:44:29 | hinter Felicity Sheedy-Ryan beim Ironman 70.3 Busselton              |
| 12. März 2017 | 4    | Ironman 70.3 Subic Bay Philippines                   | Philippinen          | 04:47:29 |                                                                      |
| 28. Aug. 2016 | 1    | Ironman 70.3 Bintan                                  | Bintan               | 04:37:27 |                                                                      |
| 12. Juni 2016 | 2    | Ironman 70.3 Tokuyama                                | Tokoname             | 04:32:49 |                                                                      |
| 1. Nov. 2015  | 2    | Ironman 70.3 Taiwan                                  | Kenting-Nationalpark |          |                                                                      |
| 29. März 2015 | 4    | Challenge Batemans Bay                               | Batemans Bay         | 04:35:17 | [ 3 ]                                                                |
| 2. Nov. 2014  | 3    | Ironman 70.3 Taiwan                                  | Kenting-Nationalpark |          |                                                                      |
| 3. Mai 2014   | 1    | Ironman 70.3 Busselton                               | Busselton            | 04:19:06 |                                                                      |
| 2. Nov. 2013  | 2    | Ironman 70.3 Taiwan                                  | Kenting-Nationalpark |          | Zweite hinter der Australierin Michelle Wu                           |
| 11. Mai 2013  | 3    | Ironman 70.3 Busselton                               | Busselton            | 04:22:22 |                                                                      |
| 5. Mai 2012   | 2    | Ironman 70.3 Busselton                               | Busselton            | 04:22:19 |                                                                      |
| 20. Sep. 2010 | 4    | Ironman 70.3 Cancún                                  | Cancún               | 04:44:56 | [ 4 ]                                                                |
| 1. Mai 2010   | 2    | Busselton Half Ironman                               | Busselton            |          |                                                                      |
| 2008          | 3    | Ironman 70.3 Hawaii                                  | Hawaii               | 04:35:03 | Dritte an der Kohala Coast hinter Samantha McGlone und Tyler Stewart |
| 2005          |      | Ironman 70.3 California                              | Oceanside            | 05:21:01 |                                                                      |

| Datum/Jahr    | Rang | Wettbewerb                                        | Austragungsort    | Zeit     | Bemerkung                                                                                     |
| ------------- | ---- | ------------------------------------------------- | ----------------- | -------- | --------------------------------------------------------------------------------------------- |
| 5. Dez. 2021  | 3    | Ironman Western Australia                         | Busselton         | 10:13:20 |                                                                                               |
| 1. Okt. 2017  | 2    | Ironman Taiwan                                    | Kenting           | 10:36.12 |                                                                                               |
| Nov. 2016     | 1    | Ultraman Hawaii                                   | Hawaii            | 24:44:04 | dreitägiger Triathlon auf Big Island/Hawaii                                                   |
| 23. Mai 2015  | 9    | Ironman Lanzarote                                 | Puerto del Carmen | 10:58:04 |                                                                                               |
| 1. März 2014  | 6    | Ironman New Zealand                               | Taupō             | 09:47:18 |                                                                                               |
| 25. Aug. 2013 | 1    | Ironman Louisville                                | Louisville        | 09:29:02 |                                                                                               |
| 4. Mai 2013   | 3    | Challenge Taiwan                                  | Taiwan            | 10:05:09 |                                                                                               |
| 4. März 2012  | 2    | Ironman New Zealand                               | Taupō             | 04:30:37 | Witterungsbedingt musste der Ironman auf verkürztem Kurs als Ironman 70.3 ausgetragen werden. |
| 4. Dez. 2011  | 6    | Ironman Western Australia                         | Busselton         | 09:43:37 |                                                                                               |
| 3. Juli 2011  | 1    | Ironman Korea                                     | Seogwipo          |          |                                                                                               |
| 5. März 2011  | 4    | Ironman New Zealand                               | Taupō             | 09:40:01 |                                                                                               |
| 5. Dez. 2010  | 1    | Ironman Western Australia                         | Busselton         | 09:19:44 | [ 5 ]                                                                                         |
| 9. Okt. 2010  |      | Ironman Hawaii                                    | Hawaii            | 10:19:31 |                                                                                               |
| 25. Juli 2010 |      | Ironman USA                                       | Lake Placid       | 09:53:39 |                                                                                               |
| 22. März 2010 | 6    | Ironman Lanzarote                                 | Puerto del Carmen | 10:19:45 | hinter der Siegerin Catriona Morrison                                                         |
| 6. März 2010  | 7    | Ironman New Zealand                               | Taupō             | 10:18:12 |                                                                                               |
| 5. Dez. 2009  | 5    | Ironman Western Australia                         | Busselton         | 09:45:54 |                                                                                               |
| Feb. 2008     | 2    | Ironman New Zealand                               | Taupō             | 09:20:06 | hinter der Neuseeländerin Joanna Lawn                                                         |
| 25. Feb. 2007 | 4    | OTU Long Distance Triathlon Oceania Championships | Huskisson         | 04:11:44 |                                                                                               |
| 13. Okt. 2007 |      | Ironman Hawaii                                    | Hawaii            | 10:00:56 |                                                                                               |
| 1. Apr. 2007  | 4    | Ironman Australia                                 | Port Macquarie    | 09:37:03 |                                                                                               |
| 3. Dez. 2006  | 4    | Ironman Western Australia                         | Busselton         | 09:27:05 |                                                                                               |
| 20. Mai 2006  | 6    | Ironman Lanzarote                                 | Puerto del Carmen | 10:51:13 | erster Start als Triathlon-Profi                                                              |
| 15. Okt. 2005 |      | Ironman Hawaii                                    | Hawaii            | 10:07:42 | 3. Rang in ihrer Altersklasse                                                                 |
| 26. Juni 2005 | 3    | Ironman Coeur d’Alene                             | Idaho             | 10:16:40 |                                                                                               |
| 16. Okt. 2004 |      | Ironman Hawaii                                    | Hawaii            | 12:36:05 |                                                                                               |
| 4. Apr. 2004  |      | Ironman Australia                                 | Forster           | 10:32:05 | 3. Rang in ihrer Altersklasse                                                                 |

(DNF – Did Not Finish; DNS – Did Not Start)